# Polymerurus rhomboides
Polymerurus rhomboides är en djurart som tillhör fylumet bukhårsdjur, och som först beskrevs av Stockes 1887.  Polymerurus rhomboides ingår i släktet Polymerurus och familjen Chaetonotidae. Inga underarter finns listade i Catalogue of Life.